# Tornbenskinnbaggar
Tornbenskinnbaggar (Cydnidae) är en familj med skinnbaggar som beskrevs 1820 av Gustaf Johan Billberg. Familjen ingår i överfamiljen bärfisartade insekter inom ordningen halvvingar.
Tornbenskinnbaggar är vanligen breda och kraftigt byggda halvvingar som lever av växtsaft. Ett kännetecken för familjen är att skenbenen är försedda med kraftiga taggar. Honorna hos en del arter – till exempel svartvit taggbening, Tritomegas bicolor som också förekommer i Sverige – är kända för att vakta sina ägg till dess de kläcks.

## Släkten
Släkten inom familjen, i bokstavsordning, enligt enligt Catalogue of Life och Dyntaxa:
- Amnestus
- Adomerus
- Aethus
- Canthophorus
- Chilocoris
- Cydnochoerus
- Cydnus
- Cyrtomenus
- Dallasiellus
- Fromundus
- Geotomus
- Legnotus
- Macroporus
- Melanaethus
- Microporus
- Pangaeus
- Rhytidoporus
- Scaptocoris
- Sehirus
- Tominotus
- Tritomegas

## Förekommande i Sverige
I Sverige har totalt åtta arter observerats, fördelade på sex släkten.
|  | Svart sandtaggbening, Microporus nigritus |
|  |                                           |

|  | Vitbrämad taggbening, Legnotus limbosus |
|  |                                         |
|  | Mårataggbening, Legnotus picipes        |
|  |                                         |

|  | Tvåfläckig taggbening, Adomerus biguttatus |
|  |                                            |

|  | Spindelörtskinnbagge, Canthophorus impressus |
|  |                                              |

|  | Mindre taggbening, Sehirus luctuosus |
|  |                                      |
|  | Större taggbening, Sehirus morio     |
|  |                                      |

|  | Svartvit taggbening, Tritomegas bicolor |
|  |                                         |

|  | Svart sandtaggbening, Microporus nigritus |
|  |                                           |

|  | Vitbrämad taggbening, Legnotus limbosus |
|  |                                         |
|  | Mårataggbening, Legnotus picipes        |
|  |                                         |

|  | Tvåfläckig taggbening, Adomerus biguttatus |
|  |                                            |

|  | Spindelörtskinnbagge, Canthophorus impressus |
|  |                                              |

|  | Mindre taggbening, Sehirus luctuosus |
|  |                                      |
|  | Större taggbening, Sehirus morio     |
|  |                                      |

|  | Svartvit taggbening, Tritomegas bicolor |
|  |                                         |